# Café Bar Odeon

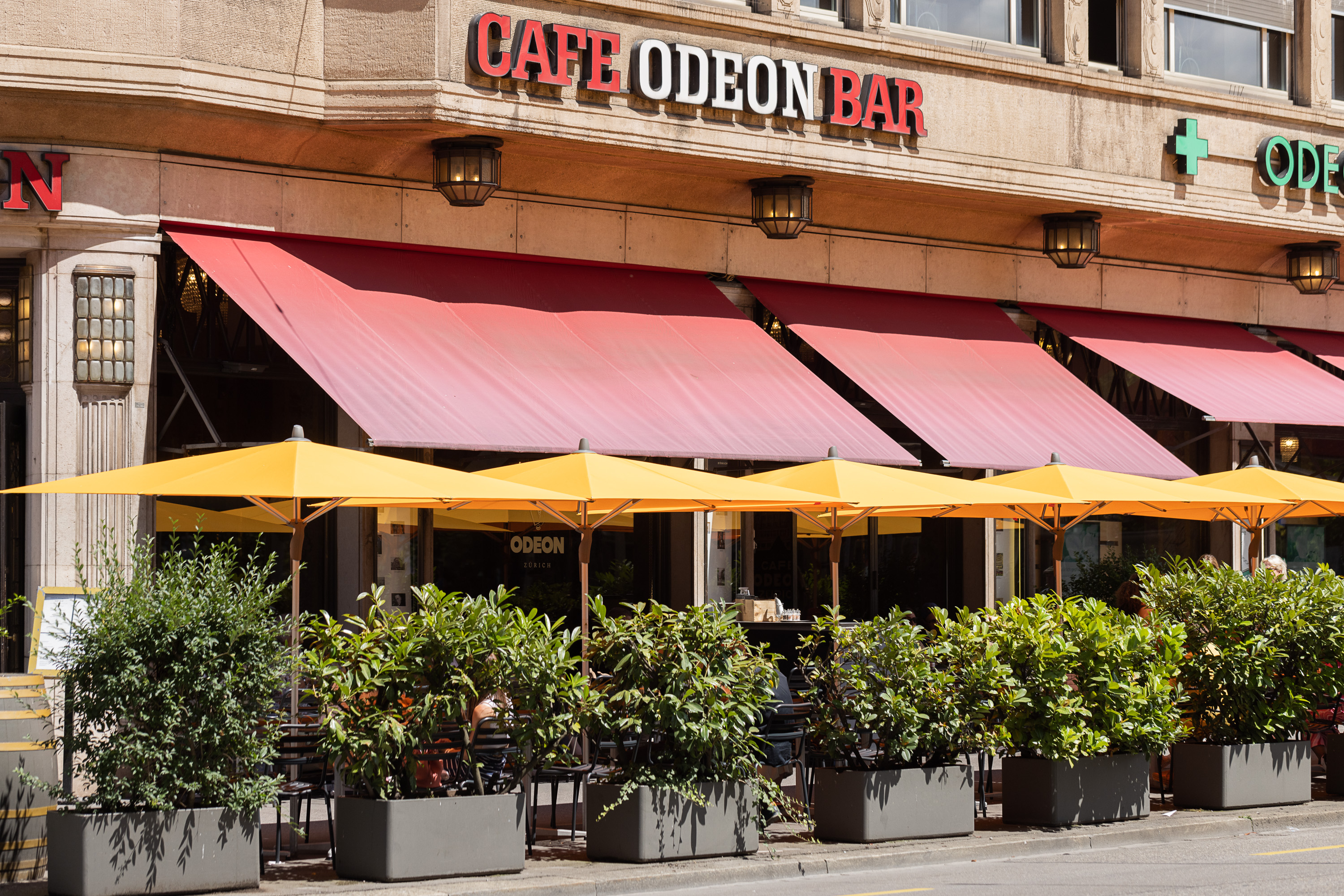
Café Bar Odeon, Ansicht vom Limmatquai (2022)

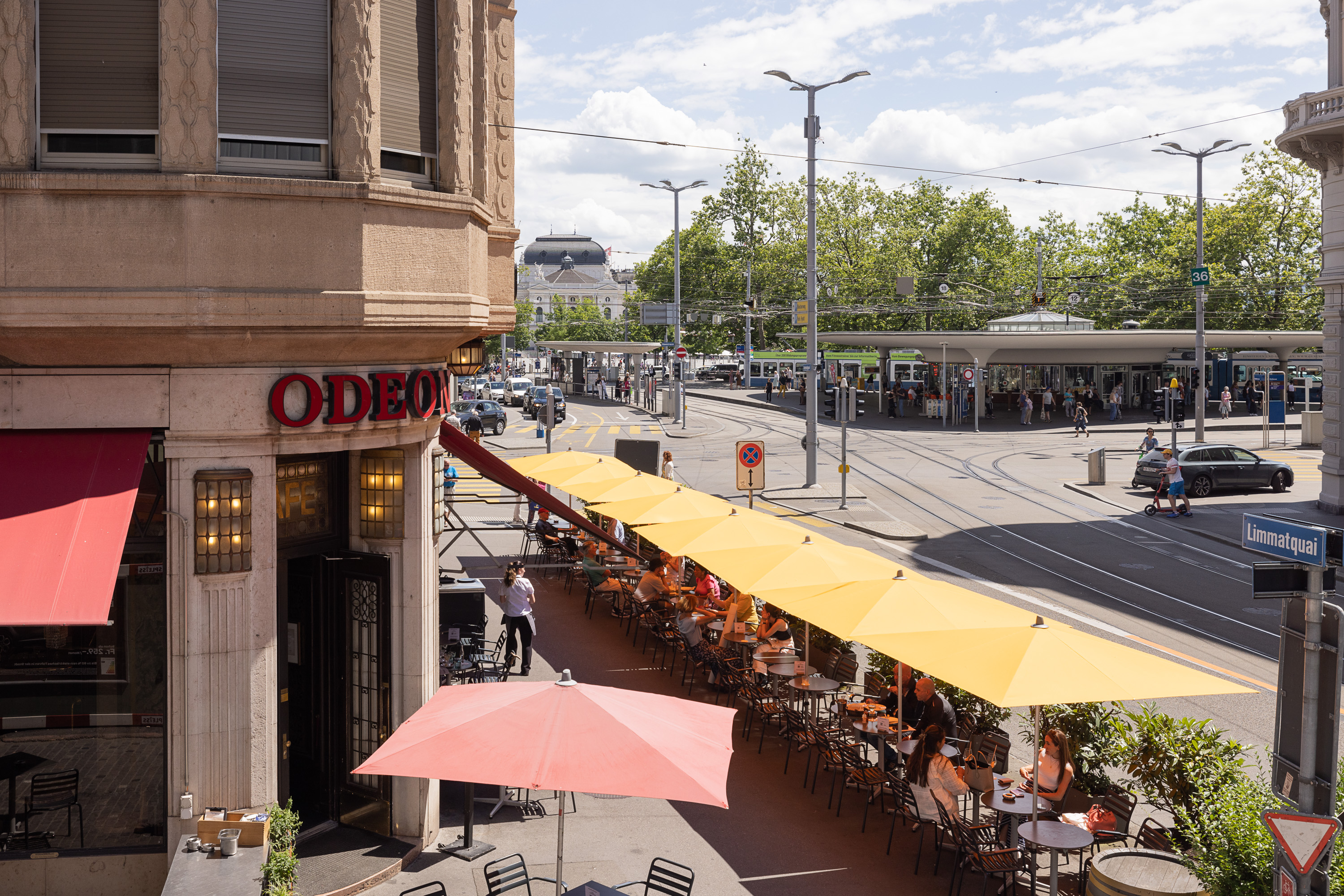
Café Bar Odeon, Aussenansicht (2022)

Das Café Bar Odeon ist ein Kaffeehaus und Bar am Bellevue in Zürich.

## Geschichte
1909–1911 liess der Kaufmann und Oberst Julius Uster an der Ecke des damaligen Sonnenquais (heute Limmatquai) und der Rämistrasse von den Zürcher Architekten Robert Bischoff und Hermann Weideli den Usterhof bauen, ein mehrstöckiges Büro- und Geschäftshaus mit einer Tuffsteinfassade. Darin wurde ein Kaffeehaus nach österreichischem Vorbild im Jugendstil mit grossen Fenstern, Kronleuchtern, Messingverkleidungen und mit rötlichem Marmor verkleideten Wänden eingerichtet.
Am 1. Juli 1911 eröffnete das Café Bar Odeon. Im Keller gab es eine eigene Konditorei und im 1. Stock einen Billardraum. Geführt wurde das Odeon vom Münchner Restaurateur Josef Schottenhaml. Internationale Zeitungen und Lexika lagen auf, oft wurde Schach gespielt. Eine Polizeistunde gab es nicht. In Zürich war das «Odeon» das erste Lokal, in dem Champagner glasweise im Offenausschank serviert wurde.
Zahlreiche Schriftsteller, Maler und Musiker verkehrten regelmässig im «Odeon» und verliehen dem Café über Jahrzehnte hinweg den Ruf eines Intellektuellentreffpunkts. Zu den prominenten Besuchern gehörten Stefan Zweig, Hans Arp, Franz Werfel, Albert Einstein, Else Lasker-Schüler, Claire Goll, Frank Wedekind, William Somerset Maugham, Erich Maria Remarque, Klaus Mann, Friedrich Torberg, Franz Lehár, Arturo Toscanini, Wilhelm Furtwängler, James Joyce, Lenin. Auch Schweizer Künstler verkehrten hier, so Max Frisch, Friedrich Dürrenmatt, Carl Seelig, Hugo Loetscher und viele andere. Im «Odeon» trafen sich 1957 die späteren Freunde und Nachbarn Max Frisch und Alfred Andersch zum ersten Mal. Ein Vertrauensmann der Emigranten war der Buchhändler und Verleger Emil Oprecht, der die Werke vieler Exilschriftsteller verlegte. Auch Benito Mussolini verkehrte in seiner Jugend hier.
Nach dem Zweiten Weltkrieg wurde und blieb das «Odeon» für mehrere Jahrzehnte Treffpunkt der jüngeren intellektuellen Generation. Anfang der 1970er Jahre wurde es durch die benachbarte Drogenszene in Mitleidenschaft gezogen. Die Einrichtung wurde durch Randalierer teilweise zerstört und musste renoviert werden. Es kam zu Auseinandersetzungen unter Drogenhändlern um die Vorherrschaft im Lokal; dessen Verluste stiegen. Zwecks besserer Überschaubarkeit wurden die Restaurantfläche verkleinert und der nördliche Eingang aufgehoben. Am 1. Juli 1972 musste das Café schliessen, danach wurde es unter Denkmalschutz gestellt und auf einem Drittel seiner ursprünglichen Fläche von der Fred Tschanz Gruppe weitergeführt. Im Teil des ehemaligen Cafés ist seit 1991 eine Apotheke untergebracht.

## Populärkultur
Im Jahr 1959 drehte Kurt Früh seinen Film Café Odeon mit Emil Hegetschweiler und Margrit Winter in den Hauptrollen als Hommage an den Szenetreff. Das Drama fiel zwar weniger realistisch aus als von Früh beabsichtigt, dennoch wurde es in einigen Kantonen nicht zur Aufführung freigegeben.